# Benjamin Thorne
Benjamin Gary Thorne (* 19. März 1993) ist ein kanadischer Leichtathlet, der sich auf das Gehen spezialisiert hat.
Erste internationale Wettkampferfahrung sammelte Thorne 2012 beim Geher-Weltcup in Saransk (Platz 84 im 20-Kilometer-Rennen) und bei den Juniorenweltmeisterschaften in Barcelona (Disqualifikation im 10.000-Meter-Bahngehen). Bei den Weltmeisterschaften 2013 in Moskau belegte er über 20 Kilometer den 20. Platz. Über dieselbe Distanz wurde er beim Weltcup 2014 in Taicang mit neuer persönlicher Bestleistung von 1:20:19 Stunden Dreizehnter.
Bei der Sommer-Universiade 2015 im südkoreanischen Gwangju wurde Thorne Zweiter über 20 Kilometer. Im selben Jahr feierte er den bis dahin größten internationalen Erfolg seiner Laufbahn, als er überraschend die Bronzemedaille bei den Weltmeisterschaften in Peking gewann. Es war die erste Weltmeisterschaftsmedaille für einen Kanadier im Gehen. Außerdem stellte er mit seiner Endzeit von 1:19:57 Stunden einen neuen Landesrekord im 20-km-Gehen auf.
Bei den Teamweltmeisterschaften 2016 in Rom steigerte Thorne seine Bestleistung auf 1:19:55 Stunden. Als Fünfter der Einzelwertung führte er die kanadische Mannschaft um Iñaki Gómez und Evan Dunfee zu Platz zwei hinter China. Bei den Olympischen Spielen in Rio de Janeiro belegte er auf der 20-Kilometer-Distanz in 1:22:28 Stunden den 27. Rang.
Thorne studiert Maschinenbau an der University of British Columbia in Vancouver.